# Weifa
Weifa (oberlausitzisch: Weefe) (Hornjoserbšćina: Motydło) ist eine Ortschaft zugehörig zur Gemeinde Steinigtwolmsdorf in Sachsen. Der Erholungsort ist die höchstgelegene Ortschaft im Landkreis Bautzen.
Der Ort wurde als Waldhufendorf angelegt und passt sich der Landschaft des Lausitzer Berglandes an. Typisch für die Region sind die Umgebindehäuser, welche von der alten Handweberei des 17. bis 19. Jahrhunderts zeugen.
Der Ortsname leitet sich vom Begriff „Weife“ (mittelhochdeutsch für Haspel) ab, einem Zubehör der Handweberei.

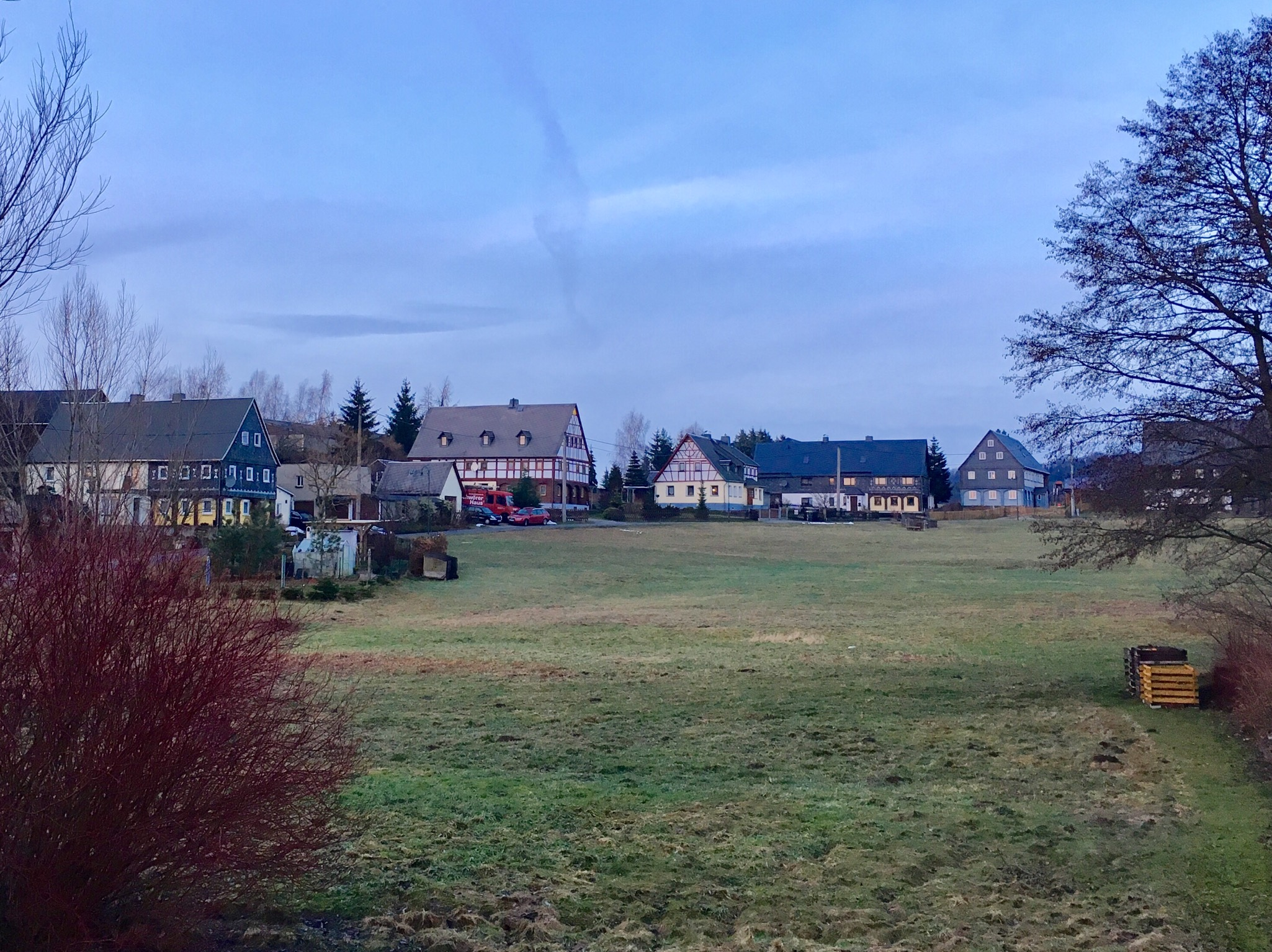
Ortsansicht Weifa mit Blick auf einige Umgebindehäuser der Wiesenstraße

## Geschichte

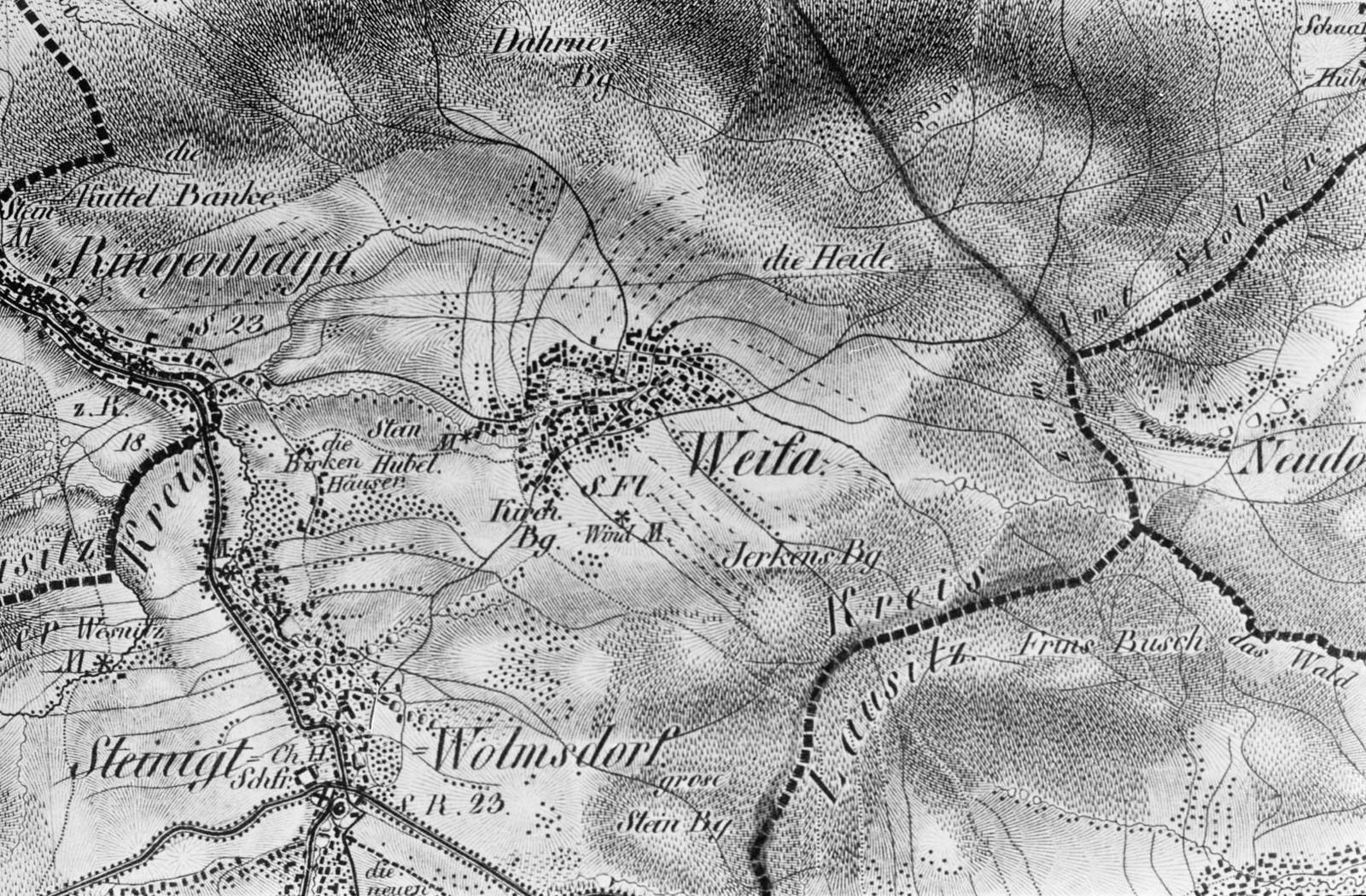
Karte von Oberreit mit Weifa von 1821/22

Weifa entstand im Zuge der deutschen Ortsbesiedelung. Ein Lokator führte Einwanderer hierher. Die Ortsgründung fand ca. im 13. Jahrhundert statt. Flamen sollen den Flachsbau und die Weberei hier eingeführt haben.
Die erste urkundliche Erwähnung erfolgte erst 1464 als Weiff. Ab 1606 begann der Freikauf von den Frondiensten. Die höchste Blütezeit der Weberei lag zwischen 1860 und 1890.
Seit ca. 1830 ist Weifa Luftkur- und Erholungsort. Zwischen 1949 und 1990 kamen jährlich viele Urlauber nach Weifa.

## Geografie
Weifa liegt im Lausitzer Bergland an der Grenze zum Böhmischen Niederland (Tschechien), ungefähr zwei Kilometer von Steinigtwolmsdorf entfernt. Nordöstlich von Weifa befindet sich die Weifaer Höhe (506 m) als einer der höchsten Berge dieser Region. Zuflüsse und Teiche fließen in westliche Richtung und münden in die Wesenitz.

## Religionen
Weifa ist ein hauptsächlich evangelisch-lutherisch geprägtes Dorf, besitzt jedoch keine eigene Kirche.

## Sehenswürdigkeiten
- In Weifa gibt es neben der Hauptstraße am dort befindlichen Jörg-Kachelmann-Weg eine Wetterstation von Meteomedia.

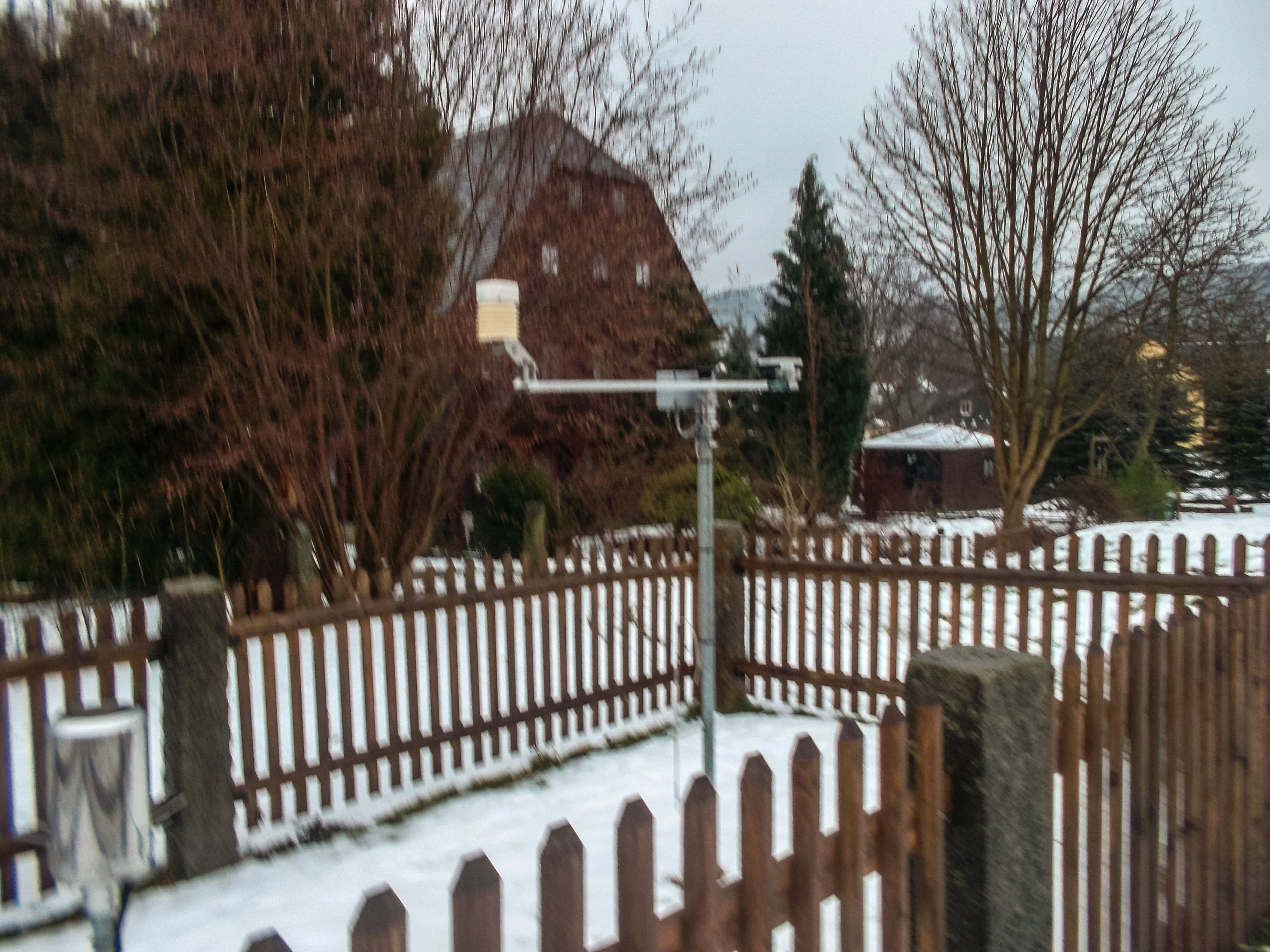
Wetterstation am Jörg-Kachelmann-Weg in Weifa

- Lehrpfad zur Ortsgeschichte Weifa (angelegt anlässlich der 555-Jahr-Feier von Weifa und des 100-jährigen Bestehens Weifaer Vereine im Jahr 2019)
- Heimatmuseum in Weifa, Kammweg 21

## Vereinsleben
Neben dem ortsansässigen Jugendclub beteiligen sich der Heimat- und Kulturverein Weifa, der Tennisverein, der Autocrossverein „VLG-Racing“ sowie die Freiwillige Feuerwehr am Ortsgeschehen. So organisiert sie jährlich ein Pfingstkonzert am Erbgericht. Jährlich veranstaltet wird auch ein Osterschießen und Dorffest.

## Persönlichkeiten
- Karl Gude (* 1905; † 1956), Oberlausitzer Mundartdichter
- Helmut Frömmel (* 1915; † 1997), Unternehmer